# Troy Sanders

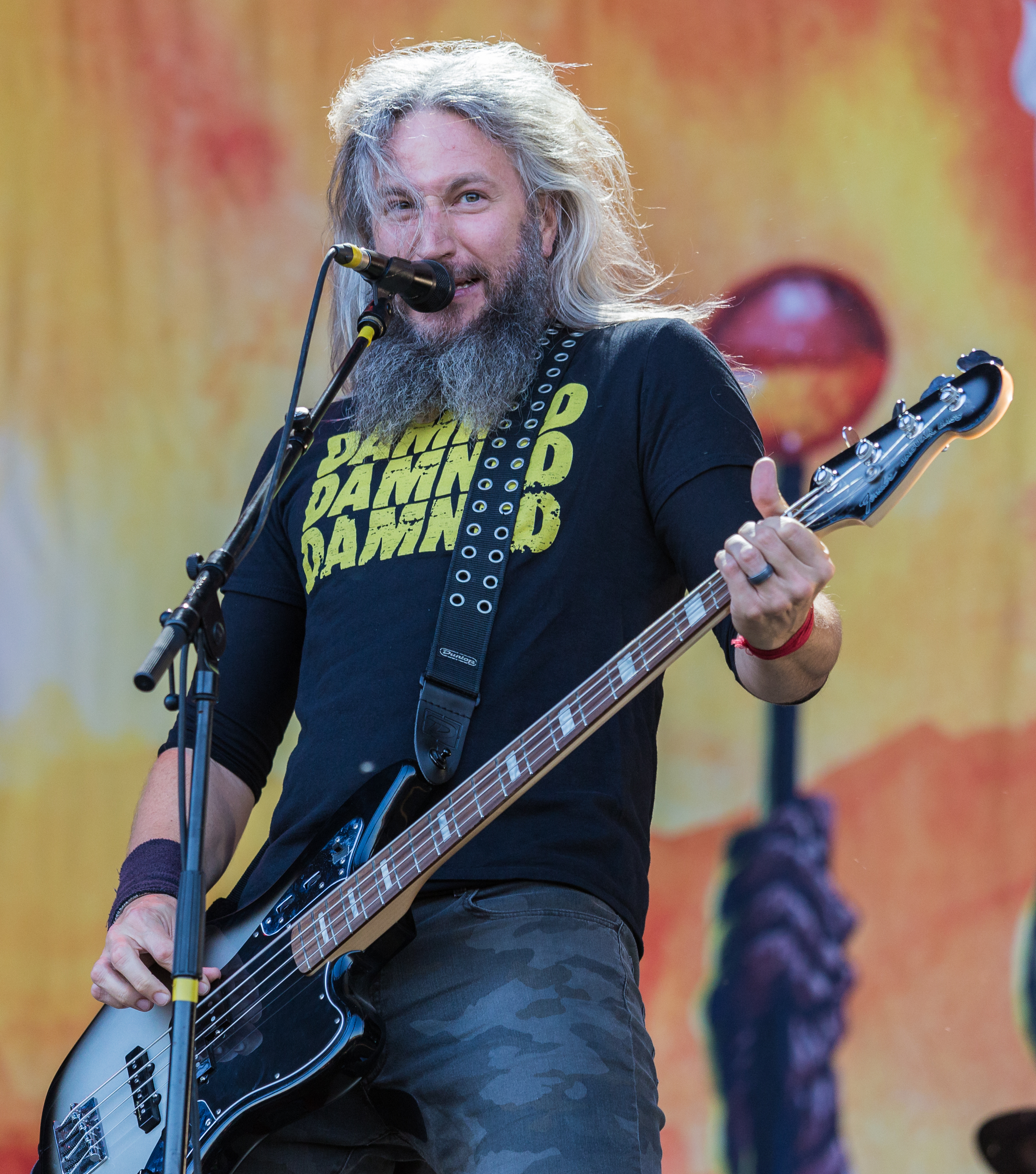
Troy Sanders (2017)

Troy Jayson Sanders (* 8. September 1973 in Atlanta) ist ein US-amerikanischer Bassist und Sänger. Er ist Mitglied der Bands Mastodon, Killer Be Killed und Gone Is Gone und spielte zuvor bei Social Infestation.

## Werdegang
Sanders machte seine ersten Schritte als Bassist, als er im Alter von 13 Jahren das Instrument seines Bruders ausprobierte. Dabei versuchte er das Lied „Lick it Up“ von der Band Kiss nachzuspielen. Später bekam Sanders ein eigenes Instrument und spielte in Bands wie Knuckle, Puaka Balava und Four Hour Fogger. In letzterer Band spielte er gemeinsam mit dem Gitarristen Brent Hinds. 1995 schloss sich Sanders der Grindcore-Band Social Infestation an, mit denen er drei Studioalben veröffentlichte.
Im Jahre 2000 trafen Sanders und Hinds bei einem Konzert der Band High on Fire in Atlanta die Musiker Brann Dailor und Bill Kelliher. Gemeinsam mit dem Sänger Eric Saner wurde die Band Mastodon gegründet. Nachdem Saner die Band verließ teilten sich Sanders und Hinds den Gesang. Mit Mastodon veröffentlichte Sanders sechs Studioalben und erhielt fünf Nominierungen für den Grammy Award und eine bei den Loudwire Music Awards. Das Magazin Loudwire wählte Sanders zum Künstler des Jahres 2017. 2018 wurden Mastodon mit dem Grammy in der Kategorie Best Metal Performance ausgezeichnet.
Troy Sanders schloss sich im Jahre 2013 der Supergroup Killer Be Killed an, die vom Soulfly-Sänger Max Cavalera sowie dem Sänger Greg Puciato von der Band The Dillinger Escape Plan gegründet wurde. Das selbstbetitelte Debütalbum erschien am 13. Mai 2014. Darüber hinaus trat er für die Bands Dozer und Yakuza als Gastsänger auf und nahm im Jahre 2015 an dem Projekt Metal Allegiance teil. Ein Jahr später gründete Sanders zusammen mit Mitgliedern der Bands At the Drive-In und Queens of the Stone Age die Band Gone Is Gone, die im Juli 2016 ihre Debüt-EP und am 6. Januar 2017 ihr Album Echolocation veröffentlichten. Im Sommer 2019 spielt Sanders mit der Band Thin Lizzy bei einigen Festivals in Europa.
Sanders ist verheiratet und hat zwei Kinder. Sein Bruder Kyle Sanders ist ebenfalls Bassist und spielte in der Band Bloodsimple, während sein anderer Bruder Darren Sanders als Roadie für Mastodon arbeitet.

## Diskografie
| mit Gone Is Gone mit Killer Be Killed mit Mastodon | mit Social Infestation - 1996: Social Infestation - 1998: Redemption Is Only Skin Deep… It’s Time to Cut Deeper - 2000: Lasciate Ogni Speranza |

als Gastmusiker
- 2006: Dozer: „Until Man Exists No More“ von dem Album Through the Eyes of Heathens
- 2006: Yakuza: „Back to the Mountain“ von dem Album Samsara
- 2015: Metal Allegiance: „Let Darkness Fall“ von dem Album Metal Allegiance
- 2018: Metal Allegiance: „Liars & Thieves“ auf dem Album Volume II: Power Drunk Majesty
- 2020: Kvelertak: „Crack of Doom“ auf dem Album Splid
- 2020: Moon Destroys: „Blue Giant“ auf der EP Maiden Voyage
- 2025: Mark Morton: „Nocturnal Sun“ auf dem Album Without the Pain